# Beautiful (singel Mai Kuraki)
Beautiful – trzydziesty drugi singel japońskiej piosenkarki Mai Kuraki, wydany 1 kwietnia 2009 roku. Utwór tytułowy został wykorzystany jako czerwcowa piosenka przewodnia programu Sukkiri!! (jap. スッキリ!!) stacji NTV. Singel osiągnął 2 pozycję w rankingu Oricon i pozostał na liście przez 6 tygodni, sprzedał się w nakładzie 36 434 egzemplarzy.

## Lista utworów
| CD  |                            |                          |                          |                          |      |
| Nr  | Tytuł                      | Słowa                    | Kompozycja               | Aranżacja                | Czas |
| 1.  | "Beautiful"                | Mai Kuraki               | Song Yang Ha             | Daisuke Ikeda            | 4:31 |
| 2.  | "wana"                     | Mai Kuraki               | Silver Stream            | Silver Stream            | 3:24 |
| 3.  | "Beautiful -instrumental-" |                          | Song Yang Ha             | Daisuke Ikeda            | 4:31 |
| DVD |                            |                          |                          |                          |      |
| Nr  | Tytuł                      | Tytuł                    | Tytuł                    | Tytuł                    | Czas |
| 1.  | "Beautiful" (music clip)   | "Beautiful" (music clip) | "Beautiful" (music clip) | "Beautiful" (music clip) |      |

## Notowania
| Lista                             | Pozycja |
| --------------------------------- | ------- |
| Oricon Daily Singles Chart        | 1       |
| Oricon Weekly Singles Chart       | 2       |
| Oricon Monthly Singles Chart      | 17      |
| Billboard Japan Hot 100           | 5       |
| Billboard Japan Hot Singles Sales | 1       |